# Václav Němeček (Fußballspieler)

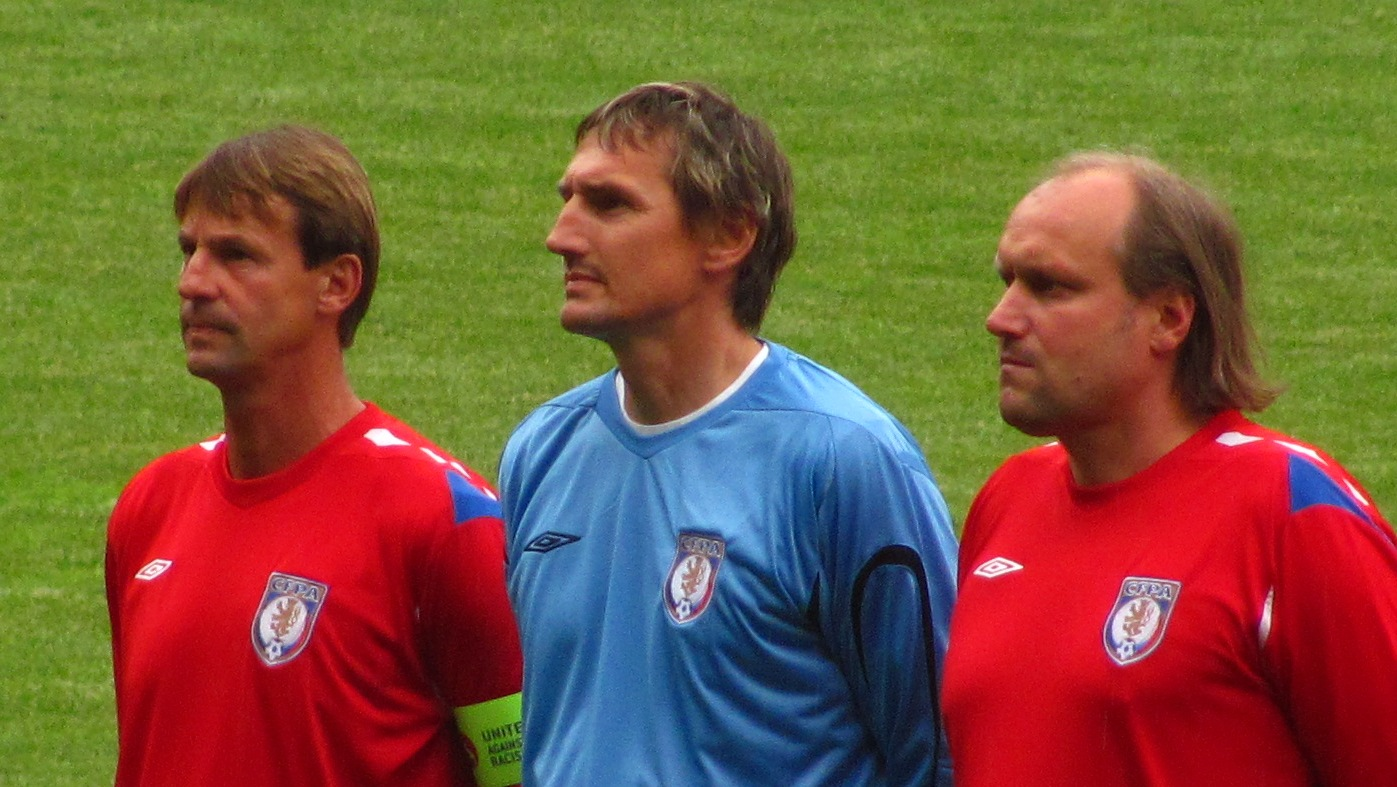
Václav Němeček (rechts) mit František Straka und Martin Vaniak (2011)

Václav Němeček (* 25. Januar 1967 in Hradec Králové) ist ein ehemaliger tschechischer Fußballspieler und heutiger Spielervermittler.
Němeček spielte in seiner Jugend für Spartak Hradec Králové und wechselte mit 18 Jahren zu Sparta Prag. Dort wurde er auf Anhieb Stammspieler.
Besonders erfolgreich war er in der Saison 1987/88, in der er in allen 30 Spielen zum Einsatz kam und zwölf Tore erzielen konnte. Am 27. April 1988 debütierte Němeček unter Trainer Jozef Vengloš in einem Freundschaftsspiel gegen die Sowjetunion in der Tschechoslowakischen Nationalmannschaft. 1992 wurde er Mannschaftskapitän. Dieses Amt übte er in 60 Länderspielen insgesamt 34 Mal aus.
1992 wechselte Němeček in die französische Division 1 zum FC Toulouse, bei dem er fester Bestandteil der Mannschaft war. Den Abstieg am Ende der Spielzeit 1993/94 konnte jedoch auch er nicht verhindern.
1995 ging Němeček zu Servette Genf, für das er 60 Spiele in zwei Jahren absolvierte, ehe er 1997 zu seinem ehemaligen Klub Sparta Prag zurückkehrte.
Bei der Europameisterschaft 1996 in England gehörte Němeček zum tschechischen Aufgebot, sein letztes Spiel in der Tschechischen Nationalmannschaft war das im Elfmeterschießen gewonnene Halbfinale gegen Frankreich.
1998 ging Němeček als erster tschechischer Fußballer nach China, wo er für den Erstligisten Dalian Wanda spielte. Anfang 2000 kehrte er nach Prag zurück. Es schien, als werde sich Němeček mit dem MLS-Franchise Chicago Fire auf ein Engagement einigen, schließlich beendete er auch wegen anhaltender Knieprobleme seine Karriere.
2001 wurde Němeček von der FIFA offiziell geprüfter Spieleragent.